# Perth, Skottland
För andra betydelser, se Perth.
Perth [ˈpɜrθ], skotsk gaeliska: Peairt [ˈpʰɛuɾt̪], är en skotsk stad (city) och huvudort i kommunen Perth and Kinross, belägen vid floden Tay i mellersta Skottland i Storbritannien. Staden hade 47 180 invånare år 2012.

## Historia
Genom närheten till Scone Abbey och som ett viktigt centrum för handel och hovets administration fungerade Perth tillsammans med Scone i perioder under tidig medeltid som kungadömet Skottlands huvudstad, då under namnet St John's Toun. Namnet Perthia syftade länge på det omkringliggande området som senare blev Perthshire, medan namnet Perth på staden kom i allmänt bruk i mitten av 1600-talet. Fram till 1975 var Perth huvudort i det historiska grevskapet Perthshire.
Den nuvarande storstaden Perth i Australien, grundad 1829, uppkallades efter staden Perth i Skottland efter den brittiske officeren och kolonialministern George Murray, som själv var född i staden i Skottland och var parlamentsledamot för Perthshire. Perth kom genom sitt läge i Skottland att bli en viktig järnvägsknut när järnvägen anslöts till staden 1848, och blev en viktig industristad under 1800-talet, bland annat känd för tillverkning av linne, läder och whisky.
Perth förlorade tillfälligt sin historiska ceremoniella status som city under 1990-talet, då staden inte var medtagen på regeringens lista över städer med denna status, men efter en kampanj som understötts av försteministern Alex Salmond gavs titeln åter formellt till staden i samband med drottning Elisabeth II:s diamantjubileum 2012. Den blev då Skottlands sjunde city.

## Kultur och sevärdheter

### Kultur

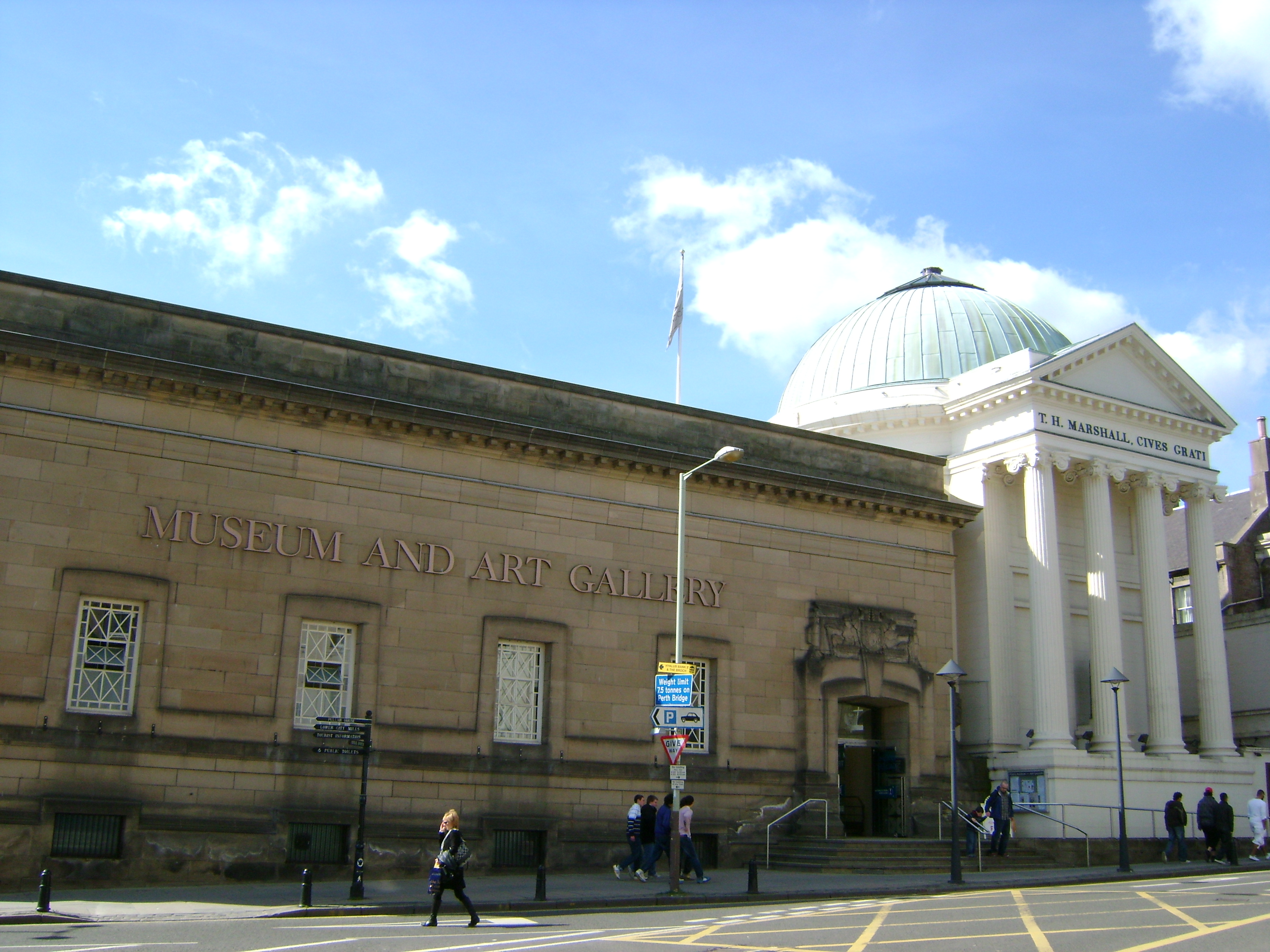
Perth Museum and Art Gallery

Perth Museum and Art Gallery är ett av Skottlands äldsta regionala konstmuseer. Fergusson Gallery finns i den tidigare vattenverksbyggnaden på Tay Street, med verk av John Duncan Fergusson.
Perth har två stora scener, Perth Theatre och Perth Concert Hall. Perth Theatre uppfördes år 1900 och är en av Skottlands gamla traditionsrika teatrar. Perth Concert Hall öppnade 2005 vid Horsecross Market. Perths stadshus har även använts för större kulturarrangemang och konserter, men är idag stängt i väntan på ombyggnad.
Stadens mest kända band är New Wave-bandet Fiction Factory. 
Årligen anordnas i maj Perth Festival of the Arts, med konst-, teater-, opera- och konsertarrangemang under två veckor. Under senare år har även humor-, rock- och poparrangemang tillkommit.
Staden har ett livligt nattliv med många barer och nattklubbar.
Stadens enda lokala dagstidning är Perthshire Advertiser, som ägs av Trinity Mirror. Stadens lokala radiokanal är Heartland FM.
Perth har varit värd för kulturarrangemanget Royal National Mod 1896, 1900, 1924, 1929, 1947, 1954, 1963, 1980 och 2004.

### Turism och sevärdheter

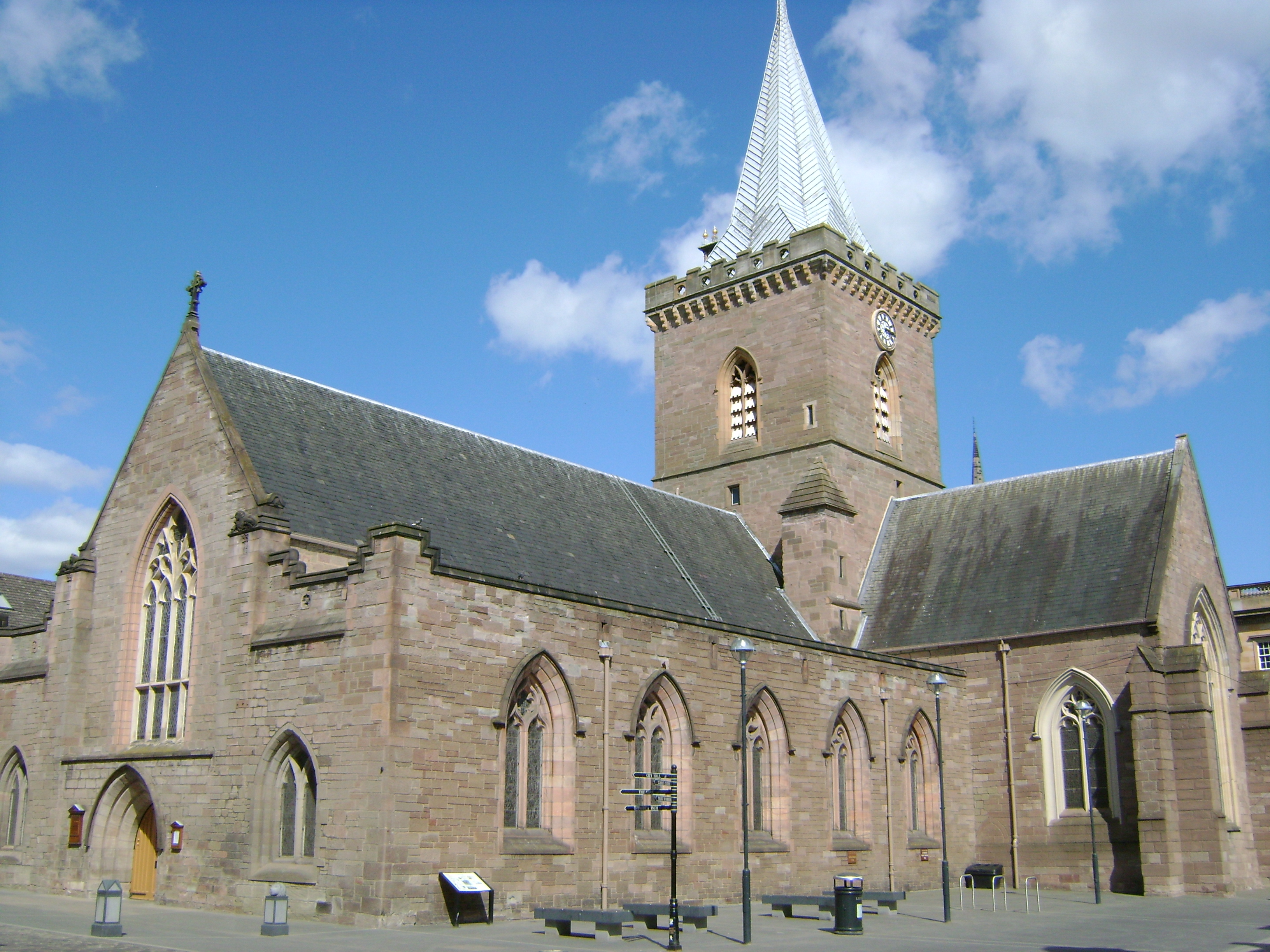
St. John's Kirk

St John's Kirk vid South St John's Place är en av stadens viktigaste historiska byggnader och landmärken. Den första kyrkan uppfördes på 1100-talet. Huvuddelen av den nuvarande kyrkan uppfördes mellan 1440 och 1500.
St Paul's Church färdigställdes 1807 vid St Paul's Square i korsningen mellan Old High Street och North Methven Street. 
Fair Maid's House vid North Port är stadens äldsta sekulära byggnad, med de äldsta delarna uppförda 1475. Huset förekommer i romanen The Fair Maid of Perth av Sir Walter Scott. År 2010 omvandlades huset av Royal Scottish Geographical Society (RSGS) till ett besöks- och utställningscentrum om Perths historia.
Vattenverksbyggnaden, uppförd 1832, är sedan 1992 ett galleri ägnat åt konstnären J.D. Fergusson. Byggnaden är en av få kvarvarande gjutjärnsbyggnader i Storbritannien.

### Sport
Perth har varit värdstad för VM i curling tio gånger mellan 1961 och 1984, för herrar åren 1961, -63, -65, -67, -69 och -75 och för damer 1979, -80, -81 och -84. Fotbollsklubben St. Johnstone FC kommer från Perth.

## Vänorter
- Aschaffenburg, Tyskland
- Bydgoszcz, Polen
- Haikou, Hainan, Kina
- Perth, Ontario, Kanada
- Pskov, Ryssland
- Cognac, Frankrike[8]